# 陳勳
陳勳（？--374），字道陽，晉朝蜀（今四川）人。道教人物，淨明道西山十二真君之一，宋代政和二年（1112年）追封“正特真人”。
少年博學，有修道志向，在青城山師從道士谷元子，後聞許旌陽真君德法，遂拜謁之，為許真君弟子，奉命掌管府中經籍、守煉丹爐。寧康二年，與許真君同時羽化。